# Santa Cruz do Piauí
Santa Cruz do Piauí là một đô thị thuộc bang Piauí, Brasil. Đô thị này có diện tích 611,501 km², dân số năm 2007 là 5752 người, mật độ 9,41 người/km².